# Valje naturreservat
Valje naturreservat är ett naturreservat i Sölvesborgs kommun i Blekinge län.
Området är naturskyddat sedan 1991 och är 92 hektar stort. Det är beläget 1 km väster om Sölvesborg och 1 km söder om tätorten Valje. Reservatet sträcker sig ut över Valjeviken fram till gränsen mot Bromölla kommun i Skåne län.
Naturreservatet omgärdar Valje herrgård som har gamla anor. Runt gården och ut på Valjehalvön finns ängar, hagar och lövskogslundar. Ekar har fått växa till betydande storlek. I övrigt växer där ädla lövträd som bok, alm, ask, lönn, avenbok och lind. I fältskiktet kan man hitta tandrot, löktrav, skogsbingel, gulsippa och lundvårlök. Sommartid finns betesdjur i hagarna.
Naturreservatet ingår i EU:s ekologiska nätverk, Natura 2000.